# Alejandro Gutiérrez (futbolista)
Alejandro Gutiérrez Arango (Medellín, Antioquia, Colombia; 2 de enero de 1995) es un futbolista colombiano. Juega de defensa y su equipo actual es Deportivo Madryn de la Primera Nacional.

## Trayectoria

### Quilmes
Con Quilmes de Buenos Aires jugó durante 3 años, iniciando en 2013 cuando ganó el torneo de Quinta División. A partir del 2014 se integró al equipo profesional, jugando con la categoría reserva. Allí jugó un total de 70 partidos en los cuales anotó dos goles, siendo el único colombiano en jugar este torneo durante los años 2014 - 2015. En enero de 2016 firmó su primer contrato como jugador profesional con el equipo Cervecero, siendo cedido a préstamo a Berazategui de la Primera C.[cita requerida]

### Berazategui, Deportivo Riestra y Bogotá Fútbol Club
Con la Naranja jugó un total de 50 partidos, en los que anotó un gol con el cual Berazategui aseguró su permanencia en la Primera C.[cita requerida]
Luego pasaría al Deportivo Riestra, dónde lograría el ascenso a la B nacional en el 2018.[cita requerida]
En el equipo colombiano proveniente de la segunda categoría jugó como titular todo el segundo semestre del 2021 con un total de 21 partidos, siendo capitán del equipo y clasificando punteros al reducido para el ascenso a la primera categoría lo que le permitió su salto a primera división incorporándose al plantel del primer campeón de Colombia: Independiente Santa Fe. Los medios del país lo definieron como el mejor central de la categoría.[cita requerida]

### Independiente Santa Fe
Alejandro se desarrolló en El León, equipo capitalino de Bogotá durante la temporada 2022 quedando punteros del torneo e ingresando a los cuadrangulares. Jugó un total de diez partidos, hizo un gol y fue elegido como figura del partido en dos oportunidades: contra Deportivo Pasto por la Copa Colombia donde ganaron por 3-0 y en el clásico contra Millonarios obteniendo su mejor actuación de todo el semestre en una final.

## Selección nacional

### Selección Sub-20 de Colombia
Fue llamado para participar en el ciclo de la Selección de fútbol sub-20 de Colombia en junio del 2014 en preparación para el Sudamericano Sub-20 de 2015 en Uruguay.[cita requerida]

## Clubes
| Club                   | País      | Año       |
| ---------------------- | --------- | --------- |
| Berazategui            | Argentina | 2016-2018 |
| Deportivo Riestra      | Argentina | 2018-2019 |
| Acassuso               | Argentina | 2019-2020 |
| Excursionistas         | Argentina | 2020-2021 |
| Bogotá FC              | Colombia  | 2021      |
| Independiente Santa Fe | Colombia  | 2022      |
| Gimnasia de Mendoza    | Argentina | 2023-2024 |
| Deportivo Madryn       | Argentina | 2025-Act. |

## Palmarés

### Otros logros
- Ascenso a la Primera B Nacional con Deportivo Riestra en la temporada 2018-19.[cita requerida]